# زلاتکو پورتنر
زلاتکو پورتنر (انگلیسی: Zlatko Portner; ۱۶ ژانویهٔ ۱۹۶۲ – ۲۳ سپتامبر ۲۰۲۰) بازیکن هندبال اهل یوگسلاوی بود.
از باشگاه‌هایی که در آن بازی کرده‌است می‌توان به باشگاه فوتبال بارسلونا اشاره کرد.